# Stenocrepis schaumi
Stenocrepis schaumi är en skalbaggsart som beskrevs av Maximilien de Chaudoir. Stenocrepis schaumi ingår i släktet Stenocrepis och familjen jordlöpare. Inga underarter finns listade i Catalogue of Life.